# Big Bend, Kalifornien
Big Bend är en så kallad census-designated place i Shasta County i Kalifornien. Vid 2010 års folkräkning hade Big Bend 102 invånare.